# 木登り

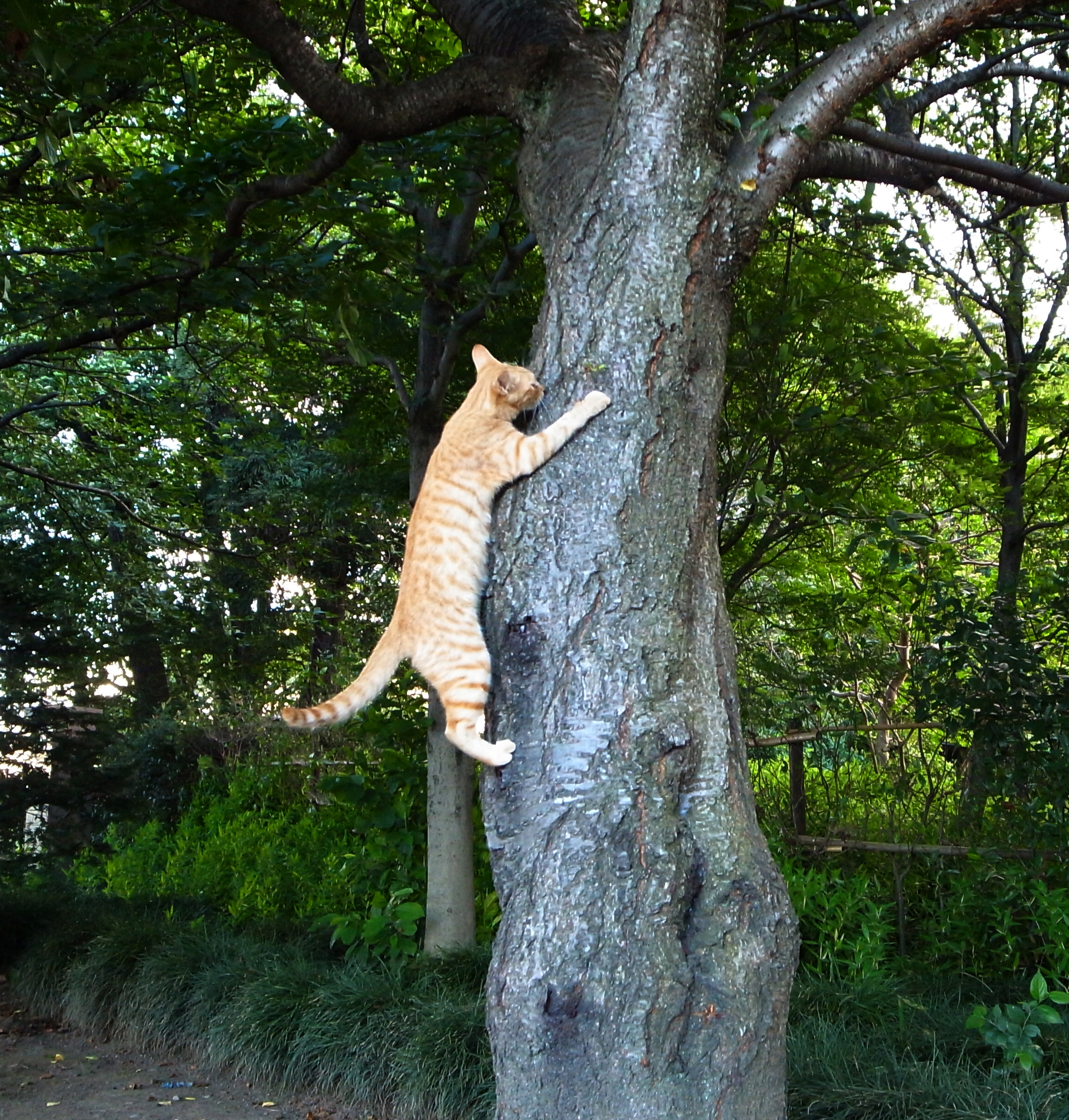
木に登る猫

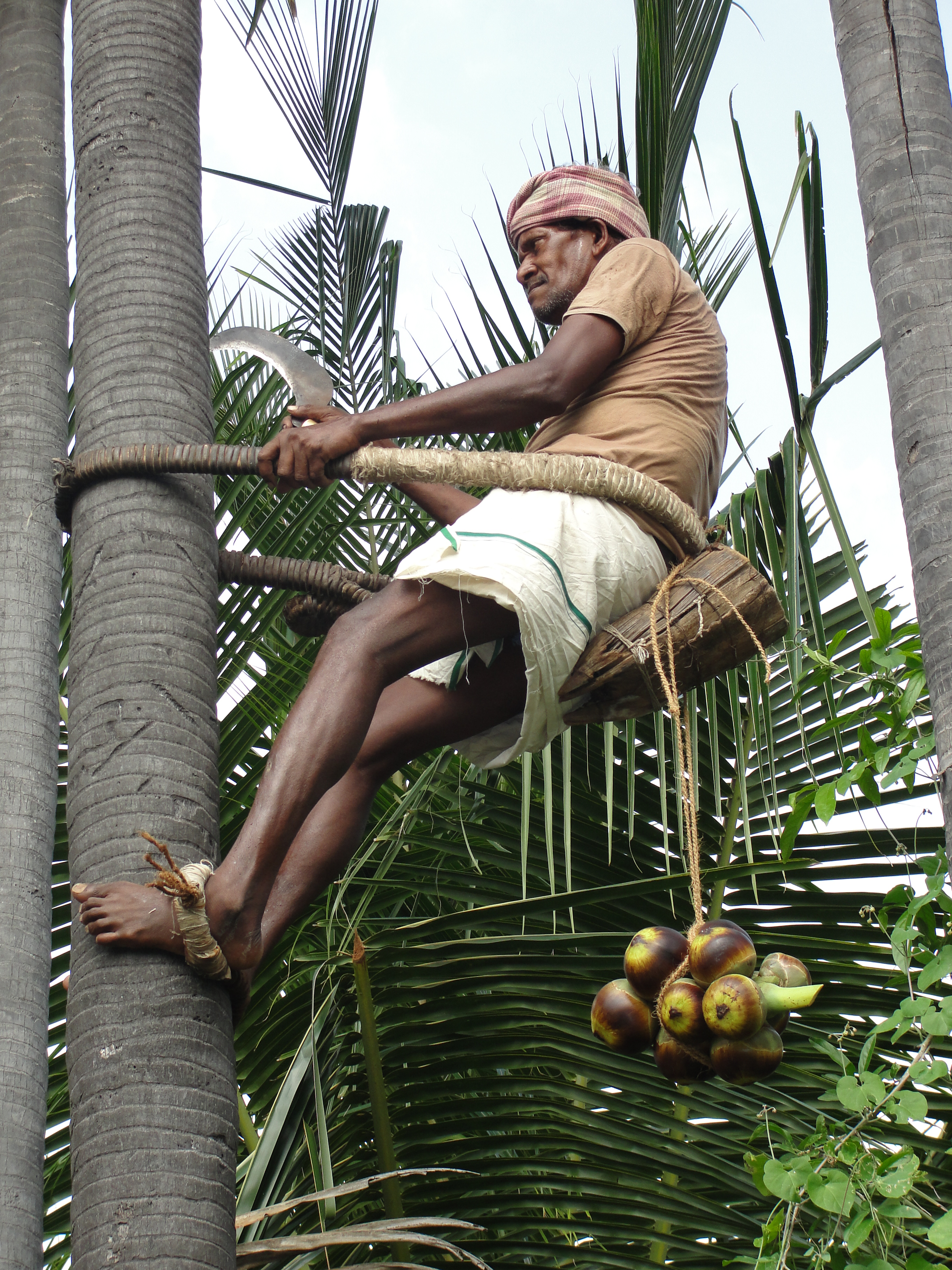
ヤシの実をとる様子

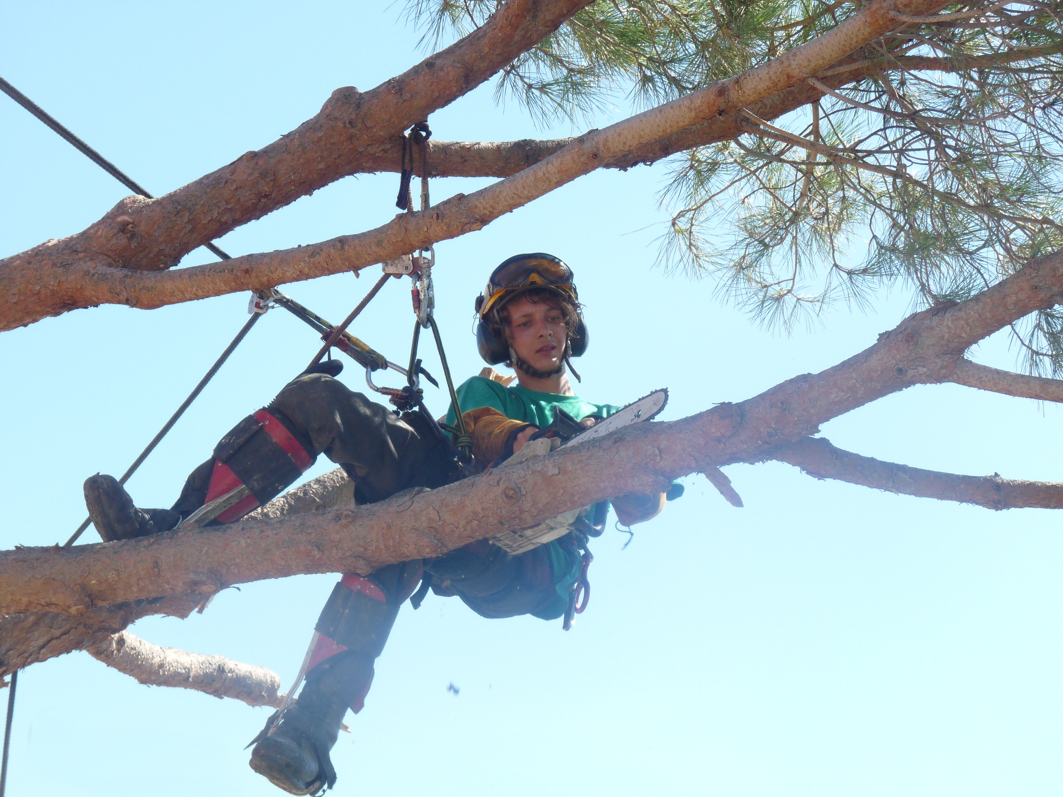
木の治療を行う樹医

木登り（きのぼり）は、樹木を昇降する位置移動である。

## 概要
通常、地表にて生活する動物の場合、木に登る行為は一時的なロコモーションであり、必ず木から降りる行動を伴う。このため、普通名詞としては木に登る行為そのものを指す場合もあるが、学術的な意味としては樹木への昇降両方を意味する場合がほとんどである。動物の行動としては外敵から逃れるためであったり、食糧の取得（果実や虫、卵、樹液等）を目的として行われる。人間が行う場合は生態学調査などの学術的な目的のほか、林業における特殊伐採やアーボリカルチャー、遊戯としての木登りなどがある。

## 手法
人類を含めた動物の木登りにおいて、手足や尻尾など、身体的道具のみを用いて行う動作に関しては素登りともいう。これに対し、林冠部調査や林業などで用いられるような道具を用いる手法もある。道具を用いる場合、梯子やロープ等、直接的な道具使用のほかにも、ジャングルジムやウォークウェイなど、間接的な道具使用がある。長期継続的な木登りを要する生態学調査の場合は後者が選択されることがほとんどで、フィールドワークなどにおいて複数の人間が広大な範囲の調査を要する場所などでは恒常的に木登りを行うための設備が常設されている。

## 遊戯
遊戯としての木登りの始原は明らかではないものの、往古より行われていたものとみられている。日本では『日本書紀』や『枕草子』に木登りについての記述がある。

## 軍事
環境によっては樹上は物見櫓（監視塔）の代わりとなるため、木登りは軍事面で重要なスキルの一つである。また気づかれずに敵の城に侵入する際は、城壁近くの木を登る必要性も生じ、梯子代わりとされた。城側も侵入されないために、城内外の枝を切り落とし、木登りしがたい手入れ（剪定）をしていたことからも、防衛上関連する。
樹上から弓矢を放つ例としては、『日本書紀』の物部守屋（6世紀末）がある他、近代では狙撃銃を用いる兵が利用する。

## 林業
林業では、枝打ちや種子の採取、架空索（索道）を張る作業で木登りをする必要が生じる。人工林の立ち木には下枝がなく足掛かりがないため、木登り用の器具を使うことが多く、林内で持ち運びが容易な繰り出し梯子のほか、カギ付き竹ざお、ぶりなわなどを利用して行われる。ぶりなわは各地で改良されて山福式、福井式、大寺式といった木登り器に発展した。
空師と呼ばれる樵は、昇柱器と胴綱でツリークライミングを行い枝打ちやワイヤーをかける作業を行う。
『徒然草』（14世紀成立）百九段には、「木登りの名人」の話が記載されているが、その内容は、弟子に剪定をさせていたが、登らせている時は注意せず、地へ降りる直前になって注意し、その理由を、危険な場所であれば自分で注意するが、安全だと感じれば気のゆるみで返って危うくなるためというものであり、鎌倉時代末期には名人の心得として卜部兼好が記録している。